# Улица Розы Люксембург (Минск)
Улица Розы Люксембург (до 1922 года — улица Матвеевская; бел. Вуліца Розы Люксембург) — улица в Московском районе Минска, названная в честь немецкой деятельницы социал-демократического движения и феминизма Розы Люксембург. По названию этой улицы весь микрорайон севернее проспекта Дзержинского неофициально называется «Ро́зочка» (официального названия он не имеет).

## Расположение
До строительства проспекта Дзержинского в 1970-е годы улица Розы Люксембург пересекалась с улицей Клары Цеткин, простираясь значительно дальше на восток. В настоящее время нумерация зданий начинается с 80 дома по чётной стороне и с 89 по нечётной. Улица начинается с тупика возле проспекта Дзержинского, пересекает улицы Коржа, Хмелевского, Лермонтова, Щорса, Фанипольскую, Карпова и 3-й переулок Стасова. Завершается улица пересечением с проспектом Жукова. В западной части улицы расположен сквер «Полянка».

## История
До 1922 года улица называлась Матвеевской, переименована в честь Розы Люксембург (1871—1919). В районе проживало много выходцев из Силезии. Большая часть застройки улицы была деревянной (единичные экземпляры сохранились до настоящего времени), в 1950-е улицы Розы Люксембург, Карла Либкнехта и соседние начали застраиваться силикатными и крупноблочными зданиями от 2 до 5 этажей. В 1957 году на улице была открыта 4-я городская клиническая больница; впоследствии на её базе был создан Белорусский НИИ кардиологии. В начале XXI века по нечётной стороне улицы построено несколько многоэтажных домов.

## Транспорт
По состоянию на апрель 2019 года непосредственно на улице останавливаются автобусы 49, 52 и троллейбус 12 (ранее — троллейбусы 5, 11, 29а). В непосредственной близости от улицы располагаются станция метро Грушевка Минского метрополитена и многочисленные автобусные и троллейбусные маршруты, следующие по проспекту Дзержинского.